# Támara de Campos
Támara de Campos är en kommun i Spanien.   Den ligger i provinsen Provincia de Palencia och regionen Kastilien och Leon, i den norra delen av landet, 210 km norr om huvudstaden Madrid. Arean är 20,0 kvadratkilometer.
Terrängen i Támara de Campos är platt.